# 龙泉街道 (青岛市)
龙泉街道是中国山东省青岛市即墨区下辖的一个街道。

## 行政区划
龙泉街道下辖范家街村、河东杨头村、河北杨头村、韩家后寨村、东蒋戈庄村、西蒋戈庄村、张家小庄村、河南崖村、修家街村、潘家泊村、北窝洛子村、单家街村、李家街村、刘家街村、高家屯村、邵家屯村、俞家屯村、汪汪泊村、小王家庄村、于家兰蒿埠村、崔家兰蒿埠村、钟家兰蒿埠村、何家庄村、石泉头后村、石泉头前村、小寨村、大寨村、柳林村、玉石头村、石门村、东塔子夼村、西塔子夼村、前麦泊村、后麦泊村、黄甲山村、窑上村、解家村、大埠村、小埠村、辛疃村、笏立头村、果元村、岭上村、汪河水南村、汪河水北村、前碾子头村、后碾子头村、满贡一村、满贡二村、满贡三村、吴家庄村、解戈庄村、东河北村、西河北村、李家蒲渠村、台子村、邹家蒲渠村、张家庄村、前蒲渠店村、后蒲渠店村、梁家屯村。